# Гранді (округ, Міссурі)
Шаблон:StateAbbr_ 40°07′ пн. ш. 93°34′ зх. д. / 40.11° пн. ш. 93.57° зх. д.
Округ Гранді (англ. Grundy County) — округ (графство) у штаті Міссурі, США. Ідентифікатор округу 29079.

## Історія
Округ Гранді утворений в 1839 році.

## Демографія
За даними перепису 
2000 року 
загальне населення округу становило 10432 осіб, зокрема міського населення було 6135, а сільського — 4297.
Серед мешканців округу чоловіків було 4952, а жінок — 5480. В окрузі було 4382 домогосподарства, 2888 родин, які мешкали в 5102 будинках.
Середній розмір родини становив 2,85.
Віковий розподіл населення поданий у таблиці:
| Стать    | До 15 років | 15-21 | 22-29 | 30-39 | 40-49 | 50-65 | 65-85 | Понад 85 |
| -------- | ----------- | ----- | ----- | ----- | ----- | ----- | ----- | -------- |
| Чоловіки | 986         | 543   | 382   | 612   | 691   | 886   | 744   | 108      |
| Жінки    | 1004        | 481   | 405   | 620   | 736   | 937   | 1031  | 266      |

## Суміжні округи
- Мерсер — північ
- Салліван — схід
- Лінн — південний схід
- Лівінгстон — південь
- Девісс — південний захід
- Гаррісон — північний захід

## Виноски
1. ↑  U.S. Decennial Census. United States Census Bureau. Архів оригіналу за 26 квітня 2015. Процитовано 15 листопада 2014.
2. ↑  Historical Census Browser. University of Virginia Library. Архів оригіналу за 16 серпня 2012. Процитовано 15 листопада 2014.
3. ↑  Population of Counties by Decennial Census: 1900 to 1990. United States Census Bureau. Архів оригіналу за 3 грудня 2014. Процитовано 15 листопада 2014.
4. ↑  Census 2000 PHC-T-4. Ranking Tables for Counties: 1990 and 2000 (PDF). United States Census Bureau. Архів оригіналу (PDF) за 18 грудня 2014. Процитовано 15 листопада 2014.
5. ↑  State & County QuickFacts. United States Census Bureau. Архів оригіналу за 7 червня 2011. Процитовано 8 вересня 2013.(англ.) Наведено за англійською вікіпедією.
6. ↑  American FactFinder. Бюро перепису населення США. Архів оригіналу за 26 лютого 2012. Процитовано 31 січня 2008.

| США | Це незавершена стаття з географії США. Ви можете допомогти проєкту, виправивши або дописавши її. |